# Адил Батир
Адил Батир (Атл-батир, чув. Атăл Паттăр — «Волзький богатир») — казковий персонаж чуваської фольклору, вождь (чув. патша) чувашів.
Казка «Адил Батир» записана І.С. Тукташом від Кашкера Мікулі розповідає про те, як народився на Волзі герой, що визволив Сонце з полону двоголового орла, чим врятував життя людям.. Загинув у важкому бою, вражений стрілою в серце. У його честь народ дав назву річці — Атăл (рос. Волга).
Образ Атл-батира представлений в оповіданні Мішші Сеспеля «Діти лісу» (чув. «Вăрман ачисем», 1918).